# Kamieńczyk Wielki (gmina)
Kamieńczyk Wielki (następnie Boguty) – dawna gmina wiejska istniejąca na przełomie w XX/XIX wieku w guberni łomżyńskiej. Siedzibą władz gminy był Kamieńczyk Wielki.
Za Królestwa Polskiego gmina Kamieńczyk Wielki należała do powiatu ostrowskiego w guberni łomżyńskiej. 31 maja 1870 kilka wsi z gminy Kamieńczyk Wielki przyłączono do nowo utworzonej gminy Nur.
Gmina funkcjonowała jeszcze w 1886 roku i 1914 roku, lecz w wykazie z 1921 jednostka figuruje już pod nazwą gmina Boguty.